# Maksym Startsev
Maksym Oleksandrovytch Startsev (en ukrainien : Максим Олександрович Старцев) est un footballeur international ukrainien ukrainien, né le 20 janvier 1980 à Kherson. Il joue au poste de gardien de but.

## Palmarès
- Tavria Simferopol
  - Vainqueur de la Coupe d'Ukraine en 2010.